# Prehistoria del territorio venezolano

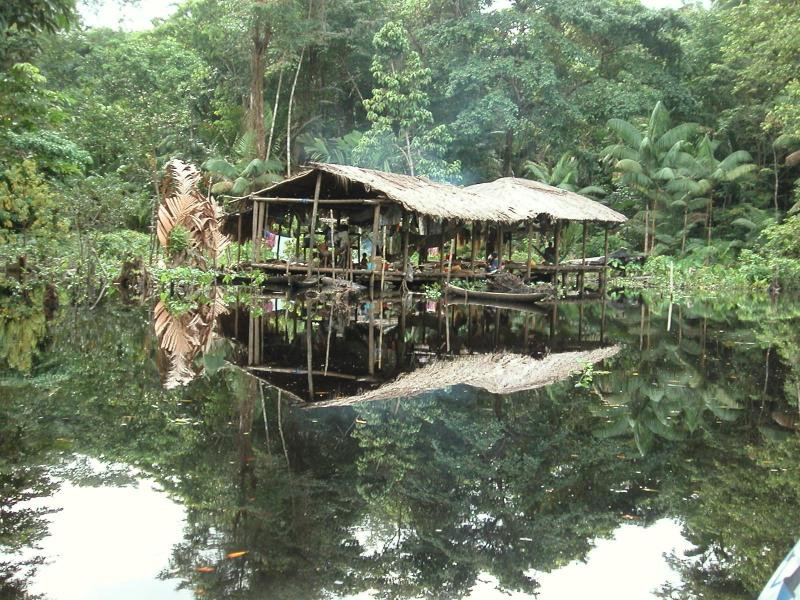
Palafitos hechos por las tribus indígenas sobre los diversos cuerpos de agua.

La prehistoria en el territorio de lo que hoy constituye Venezuela se extiende desde hace unos quince milenios hasta el comienzo de la Conquista a partir de 1498 y comienzos del siglo XVI.

## Período paleoindio
El período paleo-Indio (5.000 A.C. - 1.000 A.C.) se caracterizó por la explotación del mar, la recolección de recursos vegetales en el interior del territorio y la caza de pequeños mamíferos. Otra de las características de este período fue la adopción por parte de las tribus del sedentarismo como sistema social de vida.

## Período mesoindio
El período comprendido entre 5000 y 1000 a. C. es considerado como mesoindio. Hacia 5500 a. C.Aparecen en la costa junto a los montículos de ostras y otros productos marinos, cantos rodados, lascas y pulidores de arenisca. En Venezuela aparecen las primeras cerámicas hacia el 2700 a. C. en la zona del Lago de Valencia.
El cultivo de tubérculos como la yuca y la batata se desarrolló muy tempranamente en el Amazonas venezolano.

## Período indio
En los últimos siglos A.C. grupos provenientes de lo que actualmente es Colombia comienzan a aparecer en el Suroeste, en los Llanos Occidentales de Venezuela, y desarrollar terracerías para la agricultura, montículos para las viviendas y campos de cultivo con camellones artificiales. Los lugares donde se han encontrado vestigios de esto se conocen hoy como Complejo Caño del Oso y La Betania.
Hacia los siglos IX y X comienzan a aparecer aldeas con silos subterráneos y con cultivos de laderas. Maíz, tubérculos y frutos son los productos principales.